# Debeljuhi
Debeljuhi is een plaats in de gemeente Žminj in de Kroatische provincie Istrië. De plaats telt 137 inwoners (2001).